# Connector IDC
|  | No s'ha de confondre amb Connector IEC. |

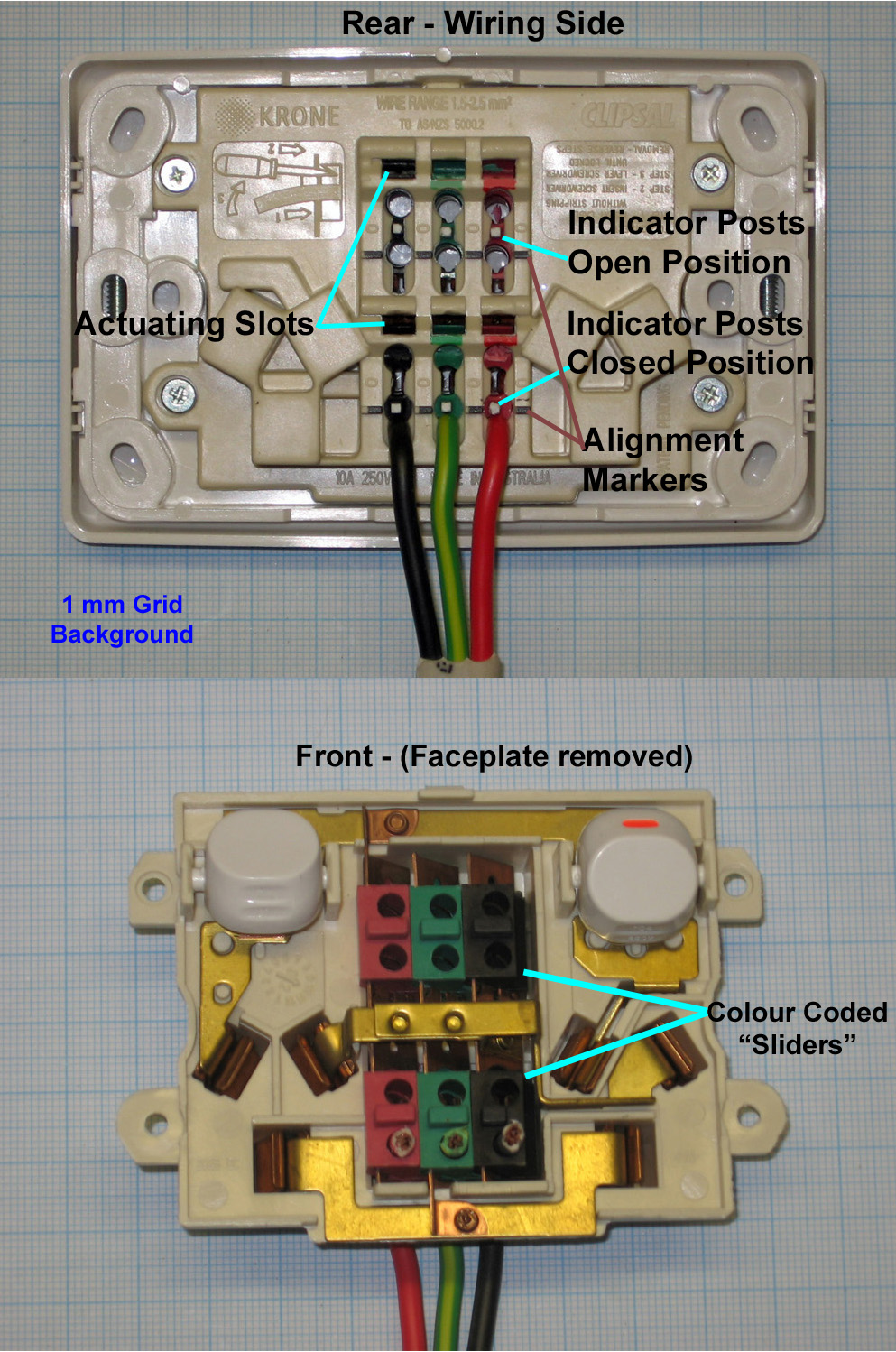
IDC a Austràlia (dual) 230 V endoll de sòcol

Un connector IDC (insulation-displacement connector) o, connector IDT (insulation-displacement technology/termination) o connector per desplaçament de l'aïllant és un connector elèctric dissenyat per ser connectat a un conductor (o conductors) d'un cable aïllat mitjançant un procés de connexió selectiu a través d'aïllament per mitjà d'una o diverses fulles afilades, evitant la necessitat de pelar la coberta del cable abans de connectar. Quan està ben fet, la fulla del connector se solda en fred al cable, aconseguint una connexió hermètica summament fiable.
La tecnologia IDC moderna va ser influenciada i desenvolupada després de la recerca sobre wire-wrap i connexions corrugades, tecnologia originalment desenvolupada per Western Electric, Laboratoris Bell, i altres empreses. Encara que originalment va ser dissenyat per connectar solament conductors sòlids (d'un sol bri), eventualment la tecnologia IDC també va ser estesa als cables de brins múltiples.

## Blocs de connexió

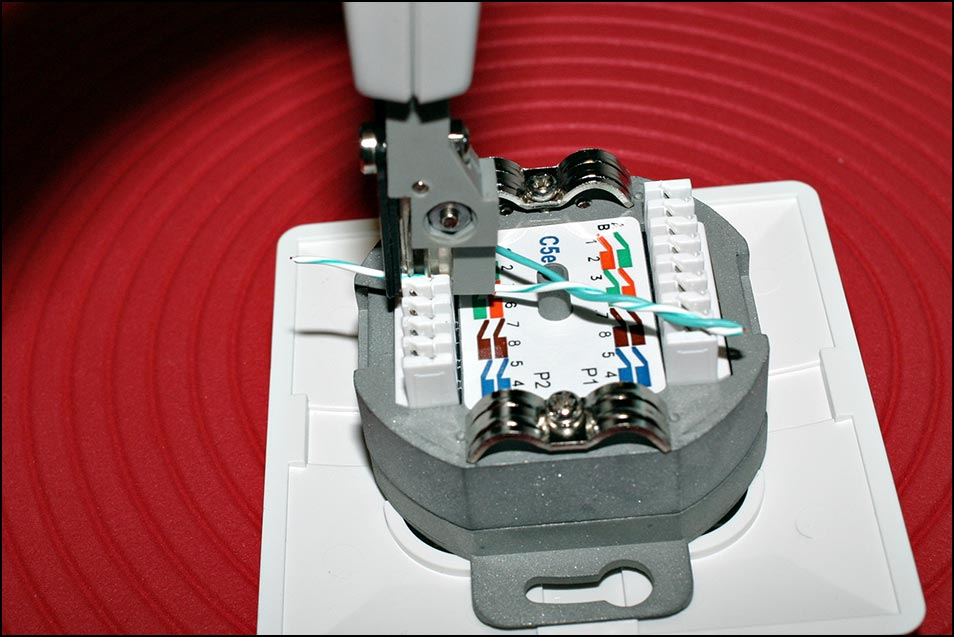
Bloc de connexió IDC

Els blocs de connexió (Punch block) estan destinats a connectar cables individuals dins de la seva respectiva posició en el bloc amb una eina especial de punchdown. Terminacions tipus punchdown generalment també es poden trobar en telèfons i en connectors de paret per a xarxa, en els panells de bastidor, en els bastidors de distribució, i en els equips de telefonia com el PBX.
Aquestes connexions generalment es veuen freqüentment en aplicacions com les xarxes telefòniques o de telecomunicacions, xarxes de computadors i en connexions de senyal entre les parts d'un dispositiu electrònic o sistema informàtic.

## Connectors telefònics i de xarxa

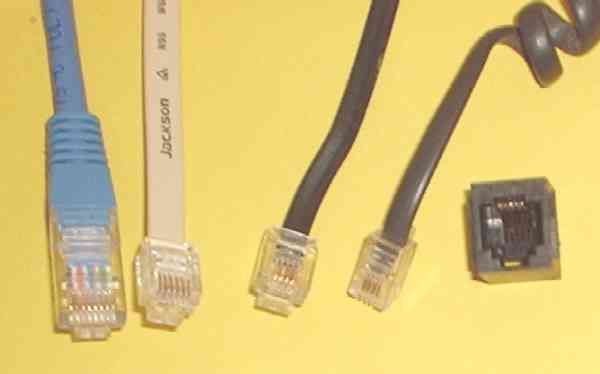
Connectors telefònics i de xarxa

En alguns tipus de connectors telefònics i de xarxa, incloent el BS 6312 (UK) i la família de registered jack (RJ), generalment s'utilitzen cables separats en una beina. En aquestes aplicacions, la beina externa es retira, després els cables són inserits dins del connector i s'utilitza una eina de crimpar per tal de forçar els contactes cap a dins dels cables.
Tradicionalment aquests connectors s'utilitzen amb cables plans que permeten assegurar-se fàcilment que el cable correcte va dins de la ranura correcta. No obstant això els connectors modulars (RJ-45) usats amb parells trenats de cables de Categoria 5 requereixen una acurada organització a mà dels cables, abans d'inserir-los dins del connector.

## Cable cinta

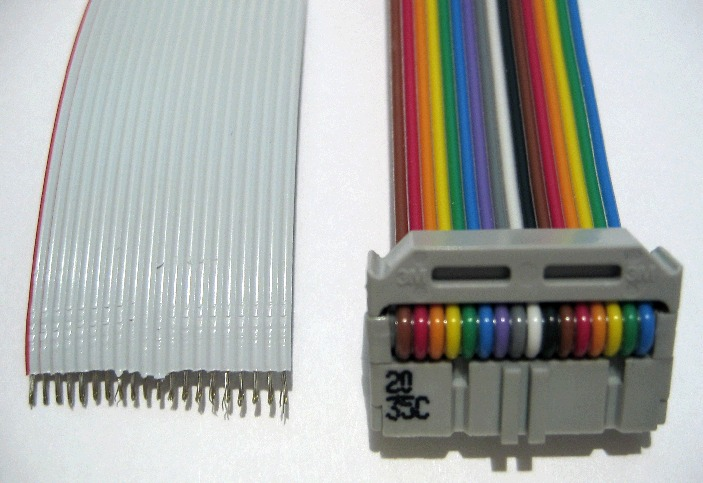
Dos cables cinta: el gris està pelat, i el tipus arc de Sant Martí té un connector IDC

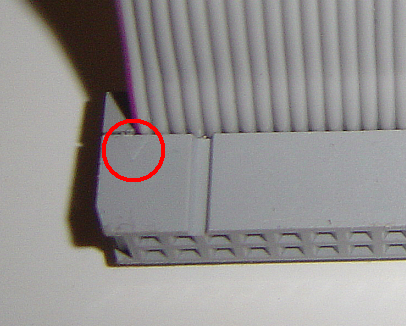
La marca "V" (en el cercle) mostra la posició del pin 1

El cable cinta (conegut també com a cable pla) està dissenyat per ser usat en connectors IDC multi-contacte de tal manera que les connexions IDC es poden fer totes alhora, estalviant temps en aplicacions on són necessàries moltes connexions. Aquests connectors no estan dissenyats per a ser reutilitzables, però es poden tornar a fer servir si es va amb compte en retirar el cable.
El Pin 1 està típicament indicat en el cos del connector per un color vermell o una marca "V" en relleu. El cable corresponent en un cable cinta generalment està indicat també per una coloració vermella, per un solc excel·lent i modelat, o per marques impreses sobre l'aïllant del cable.

## Dissenys comuns
Els connectors es classifiquen per espaiat dels pins en mm, pel nombre de pins, o pel nombre de files. Els connectors normalment utilitzats en els ordinadors són:
- Connector IDE per disc dur de 3.5" per a ordinadors d'escriptori - pas de 2.54 mm, 40 pins, 2×20 (2 files de 20 pins)
- Connector IDE per disc dur de 2.5" per a ordinadors portàtils - pas de 2.00 mm, 44 pins, 2×22 (2 files de 22 pines)
- Sèrie DE-9 en placa mare - pas de 2.54 mm, 10 pins, 2×5 (2 files de 5 pins)
- Sèrie DB-25 en placa mare